# Městská autobusová doprava v Kyjově

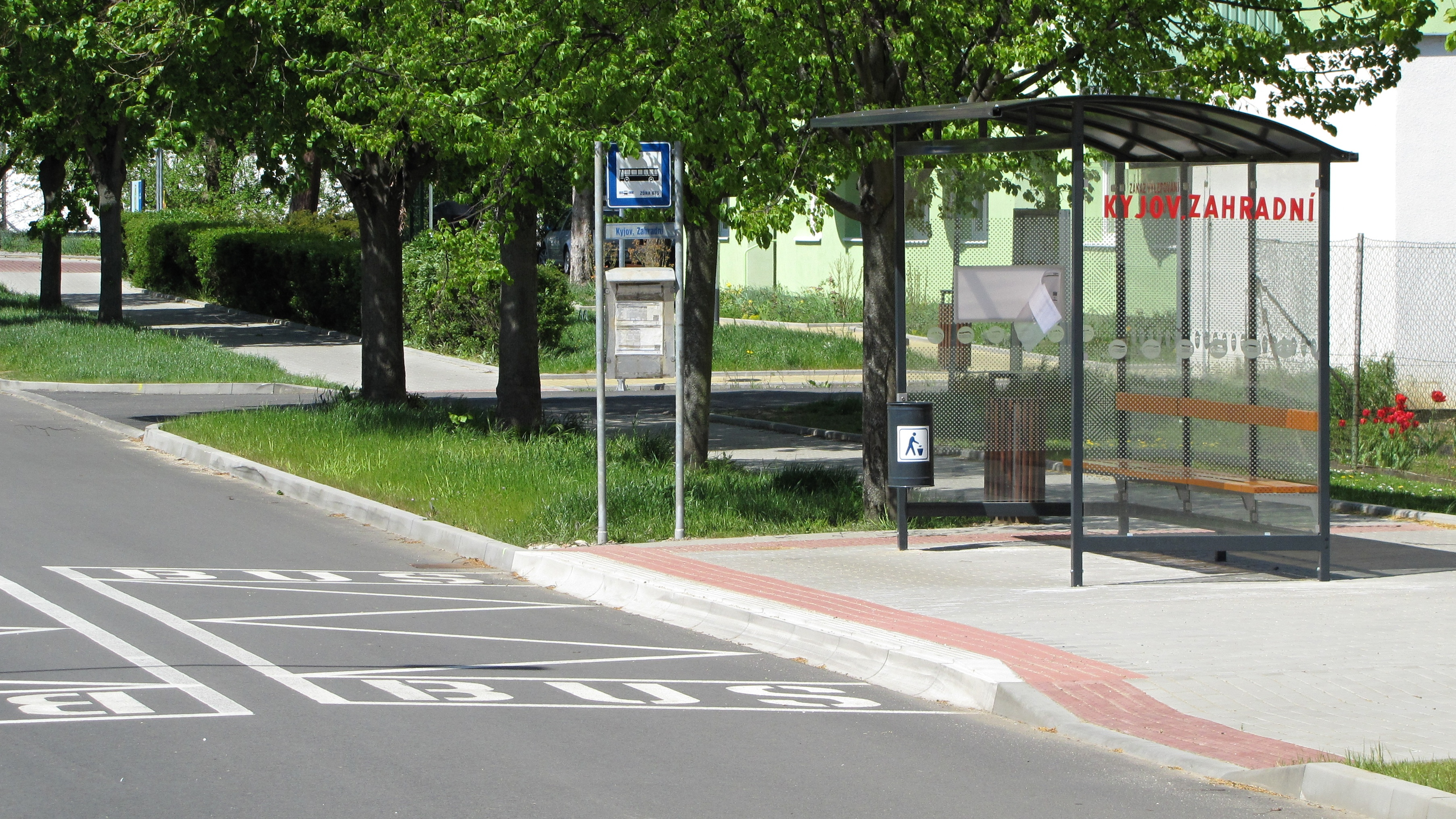
Autobusová zastávka na ulici Zahradní

Městská autobusová doprava v Kyjově je tvořena třemi autobusovými linkami označených čísly 671–673, které jsou začleněny do Integrovaného dopravního systému Jihomoravského kraje (IDS JMK).

## Historie
MHD v Kyjově existuje od roku 1959. Původní stanoviště autobusů bývalo na kyjovském náměstí, od 19. července 1976 je v provozu autobusové nádraží na ulici Nerudova. Od 5. ledna 1998 je součástí nádraží odbavovací hala s čekárnou a sociálním zařízením. Vzhledem k vzdálenosti mezi autobusovým a vlakovým nádražím (asi 1,2 km) byl v roce 2010 u vlakového nádraží vybudován přestupní terminál IDS JMK. Do 13. prosince 2008 byla v provozu městská linka, licenční číslo 760001, dopravce ČSAD Kyjov a. s. Od 14. prosince 2008 jsou v rámci IDS JMK provozovány dopravcem ČSAD Kyjov linky 671–673.

## Současnost
V roce 2012 jezdily autobusové linky kyjovské MHD po těchto trasách:
- 671 Bohuslavice – Boršov – Újezd – AN – nemocnice
- 672 Bohuslavice – Boršov – (žel.st.) – poliklinika – AN – nemocnice
- 673 nemocnice – AN - Újezd – (žel.st.) – poliklinika – AN – nemocnice

Pro účely MHD lze v Kyjově ještě využívat úseků meziměstských linek 106, 642, 660–668 v tarifní zóně 675.
Cena i platnost jízdenek se řídí tarifem IDS JMK. V roce 2012 stála základní nepřestupní úseková jízdenka v zóně 675 (město Kyjov) 10 Kč, přestupní na 45 minut platila ve dvou zónách a stála 20 Kč. 
Mezi nejvytíženější zastávky patří aut. nádraží, žel. stanice, nemocnice a Bohuslavice.